# Hubei
|  | No s'ha de confondre amb Hebei. |

 Hubei (?·pàg.) (xinès: 湖北, pinyin: Húběi, Wade-Giles: Hu-pei, transcripció antiga: Hupeh) és una província del centre de la República Popular de la Xina. La seva abreviatura és 鄂 (en pinyin: È), antic nom de l'Estat d'E, associat a la província des de la Dinastia Qin. El nom Hubei vol dir "nord del llac", referint-se al llac Dongting. Hubei limita al nord amb Henan, a l'est amb Anhui, al sud-est amb Jiangxi, al sud amb Hunan, a l'oest amb Chongqing i al nord-oest amb Shaanxi. L'Embassament de les Tres Gorges és a Yichang, a Hubei occidental. El nom popular no oficial de Hubei és Chu (xinès: 楚; pinyin: Chǔ), en record al poderós estat de Chu que existia durant la Dinastia Zhou Oriental.
El 1r. de desembre de 2019, es va detectar a la ciutat de Wuhan el primer cas de COVID-19, que va acabar provocant la pandèmia per coronavirus de 2019-2020. El govern local i federal van implementar zones de quarantena a tota la província de Hubei afectant directament els seus aproximadament 58 milions d'habitants.

## Geografia
La seva geografia és molt variada: des d'altes muntanyes com el pic Shennongding de 3.105 metres d'altura a profundes valls. El clima és monzònic subtropical. Els habitants procedeixen de 50 ètnies diferents encara que predominen els de l'ètnia Han. Hubei és coneguda com la terra de l'arròs i del peix, ja que aquests dos productes són la base de la seva economia. Altres cultius destacats en la província són el del te, cotó i blat. Posseeix indústries metal·lúrgiques, automobilístiques, de maquinària i tèxtils. Els principals recursos miners de la regió són el bòrax, ferro, fòsfor, coure, or i manganès.

### Divisions administratives
Hubei es divideix en 13 prefectures (dotze de les quals són Ciutat-prefectura, i l'altra és una prefectura autònoma), tres ciutats-xian i un xian forestal. Les prefectures són:
- Wuhan (xinès simplificat: 武汉市; Hanyu pinyin: Wǔhàn Shì)
- Ezhou (鄂州市 Èzhōu Shì)
- Huanggang (黄冈市 Huánggāng Shì)
- Huangshi (黄石市 Huángshí Shì)
- Jingmen (荆门市 Jīngmén Shì)
- Jingzhou (荆州市 Jīngzhōu Shì)
- Shiyan (十堰市 Shíyàn Shì)
- Suizhou (随州市 Suízhōu Shì)
- Xiangyang (襄阳市 Xiāngyáng Shì)
- Xianning (咸宁市 Xiánníng Shì)
- Xiaogan (孝感市 Xiàogǎn Shì)
- Yichang (宜昌市 Yíchāng Shì)

La prefectura autònoma
- Prefectura Autònoma Tujia i Miao d'Enshi (恩施土家族苗族自治州 Ēnshī Tǔjiāzú Miáozú Zìzhìzhōu)

Les tres ciutats-xian són:
- Tianmen (天门市 Tiānmén Shì)
- Qianjiang (潜江市 Qiánjiāng Shì)
- Xiantao (仙桃市 Xiāntáo Shì)

El xian forestal és:
- Shennongjia (神农架林区 Shénnóngjià Línqū)

## Persones il·lustres
- Zeng Fanzhi, pintor